# Église Saint-Martin de Vallière
Pour les articles homonymes, voir Église Saint-Martin.
L'église Saint-Martin est une église située à Vallière, dans le département français de la Creuse en France. Construite au XIIIe siècle, elle est inscrite au titre des monuments historiques en 1942.

## Localisation
L'église est située sur la commune de Vallière dans le département français de la Creuse en région Nouvelle-Aquitaine.

## Historique
L'église a été construite au XIIIe siècle.
L'édifice est inscrit au titre des monuments historiques en 1942.

## Description

### Extérieur

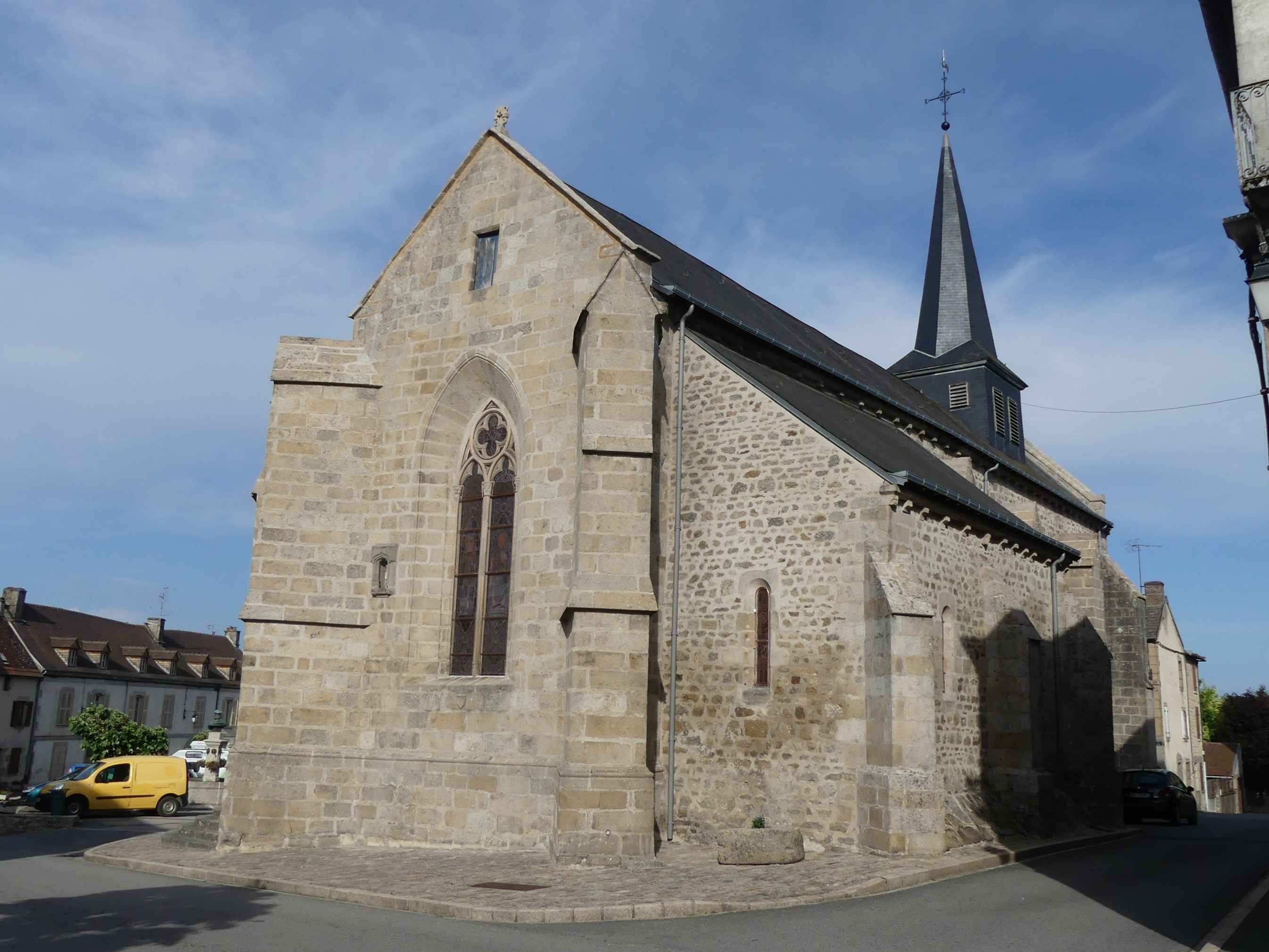
Chevet.
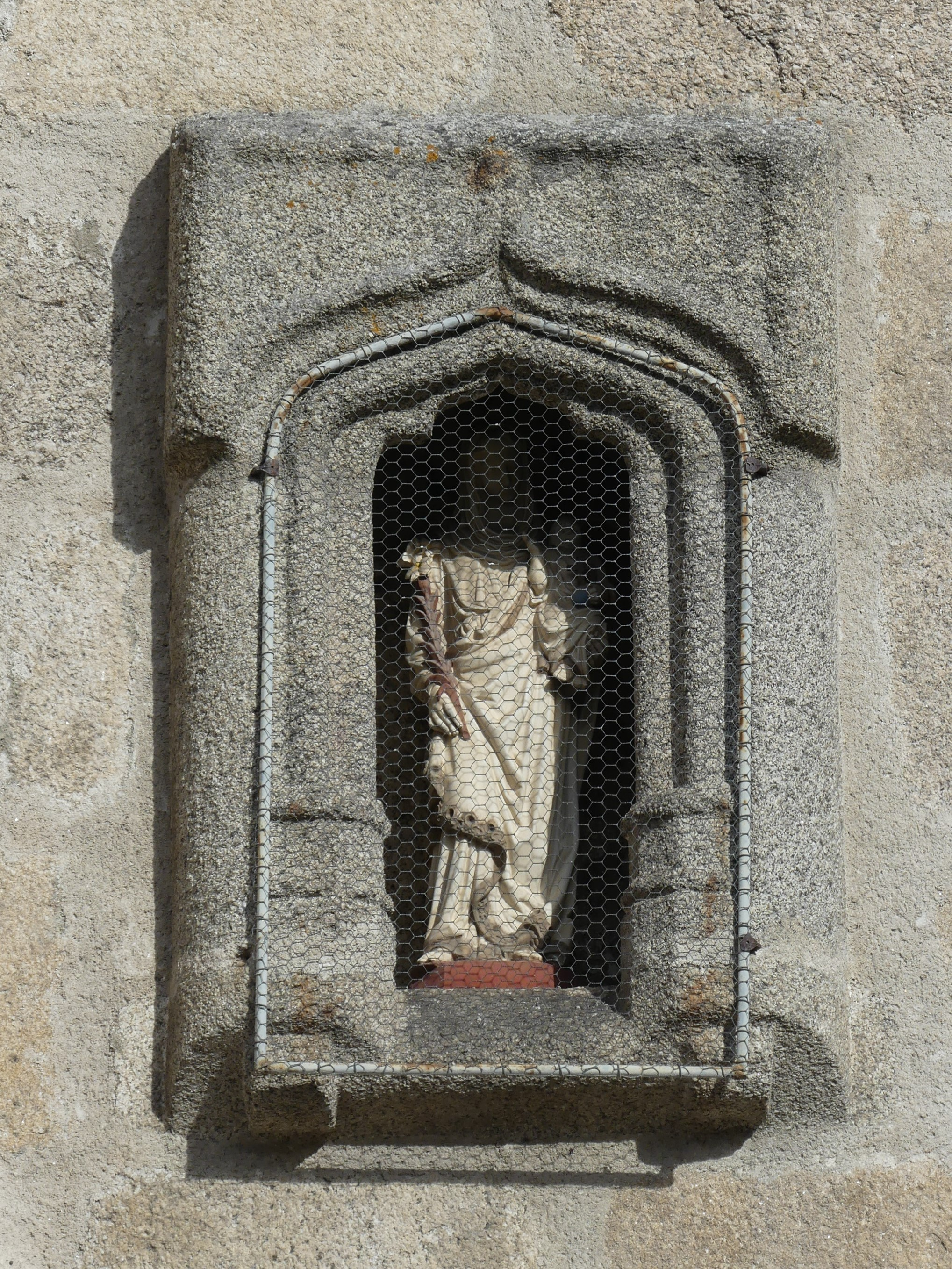
Niche du chevet.
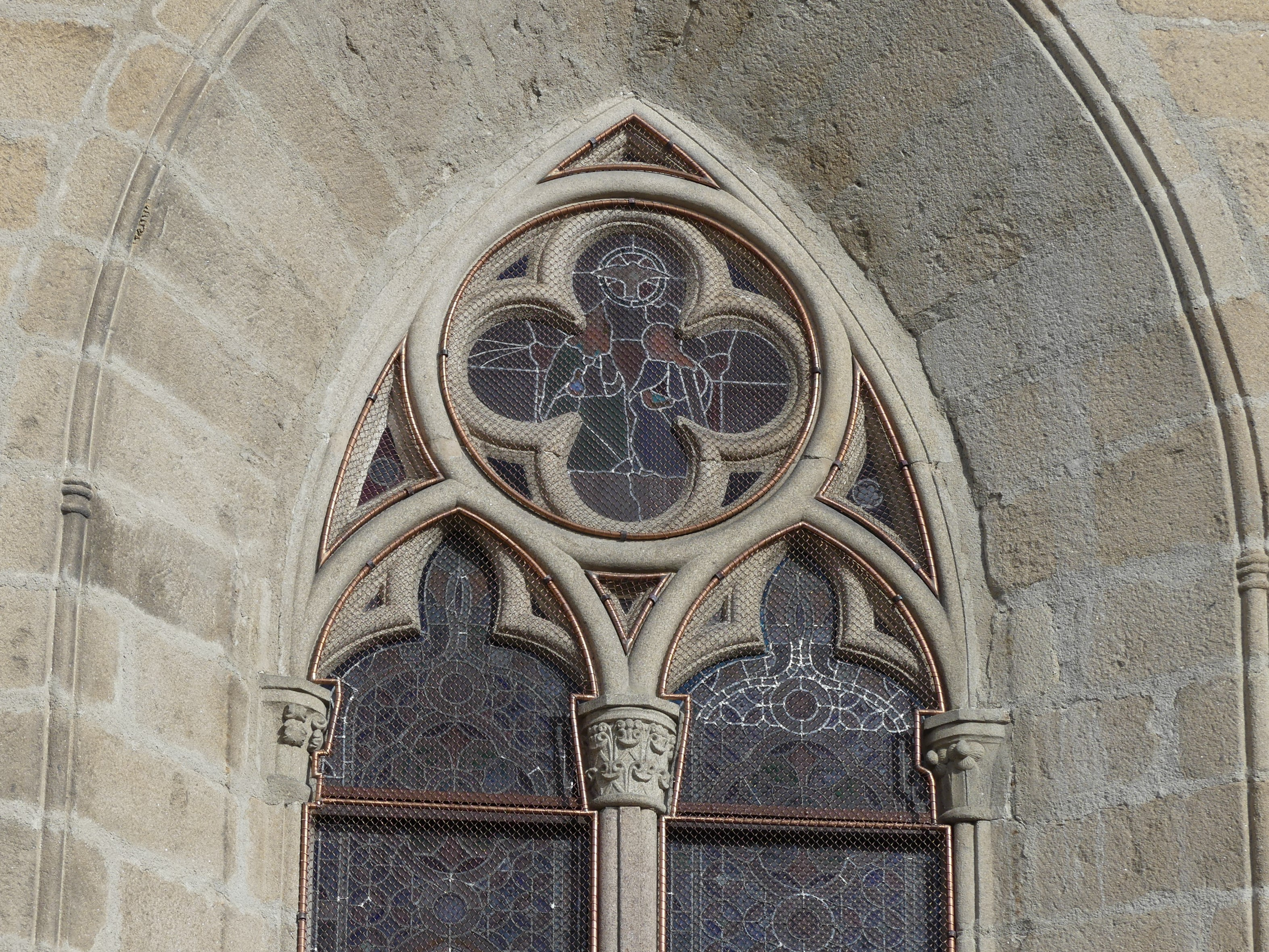
Vitraux du chevet.
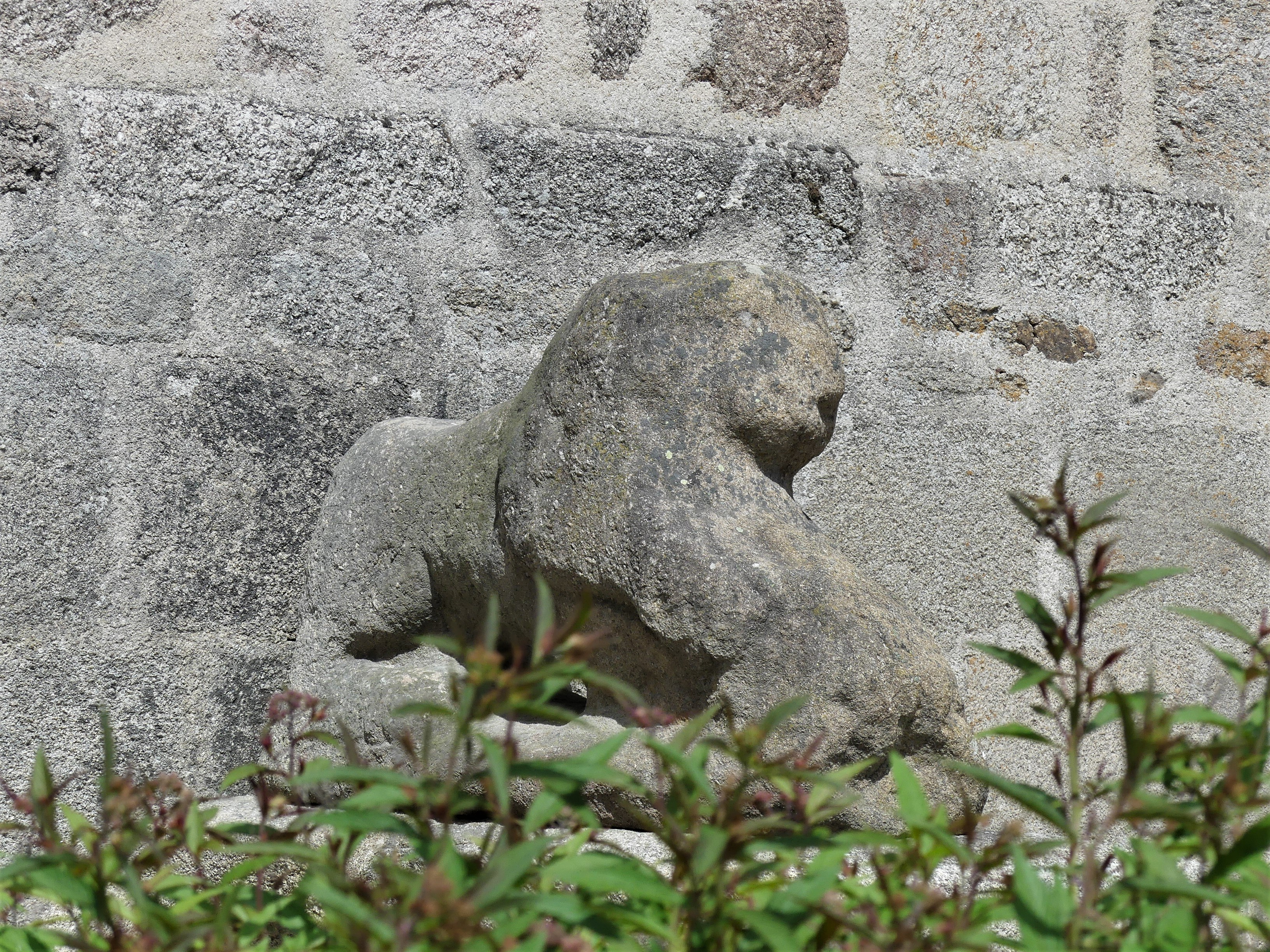
Lion sculpté.
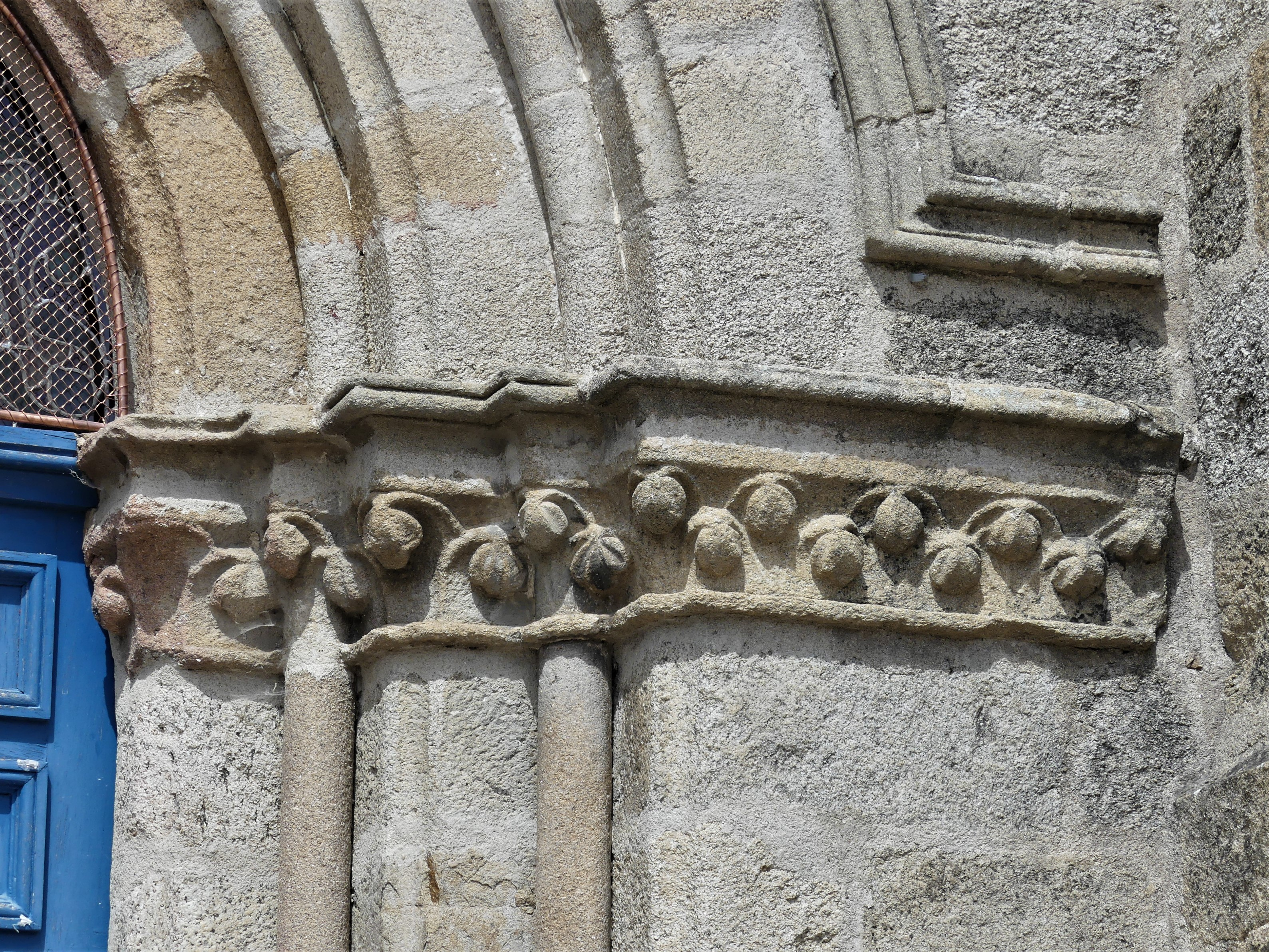
Chapiteaux du portail.

### Intérieur

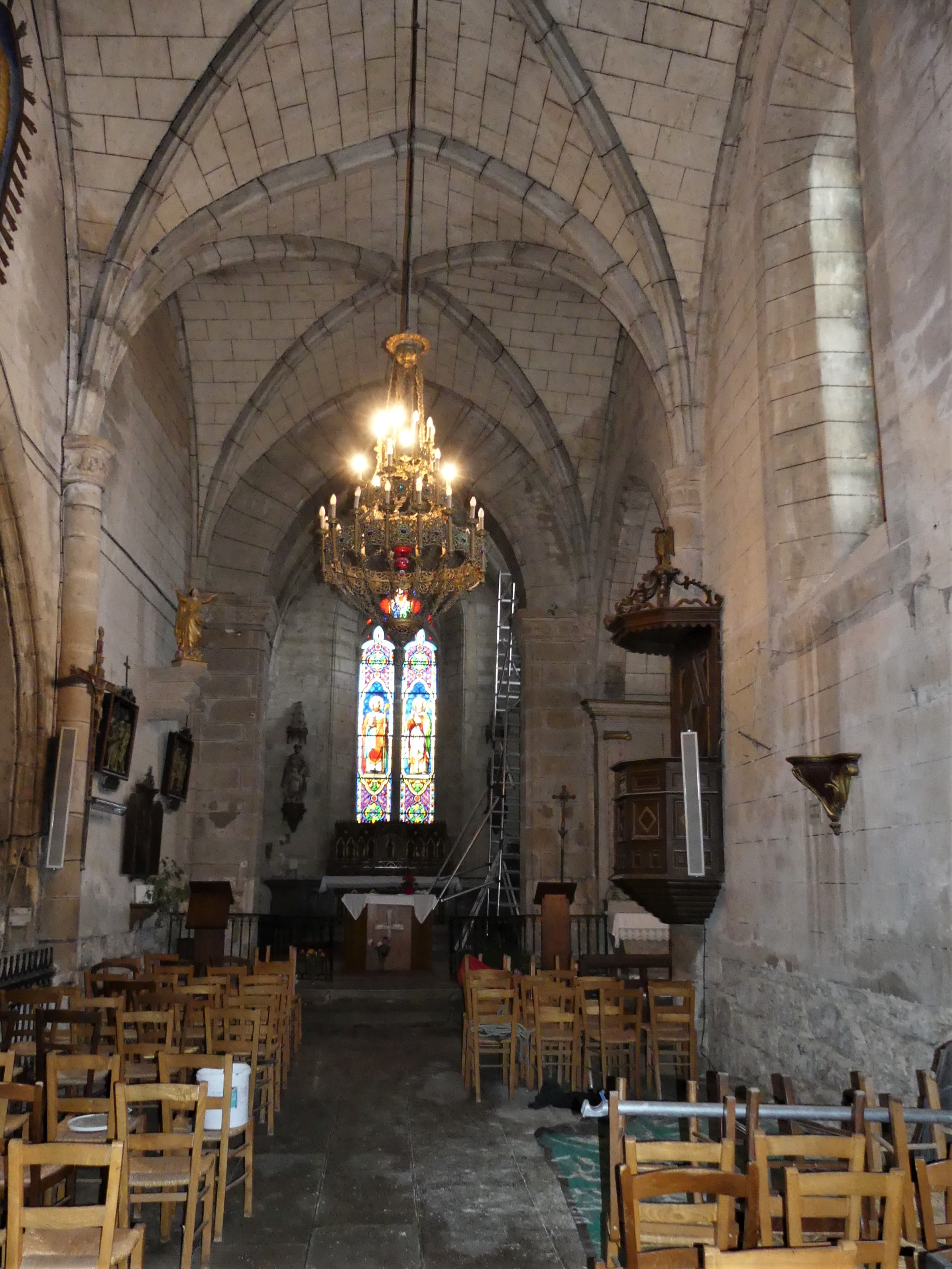
Nef.
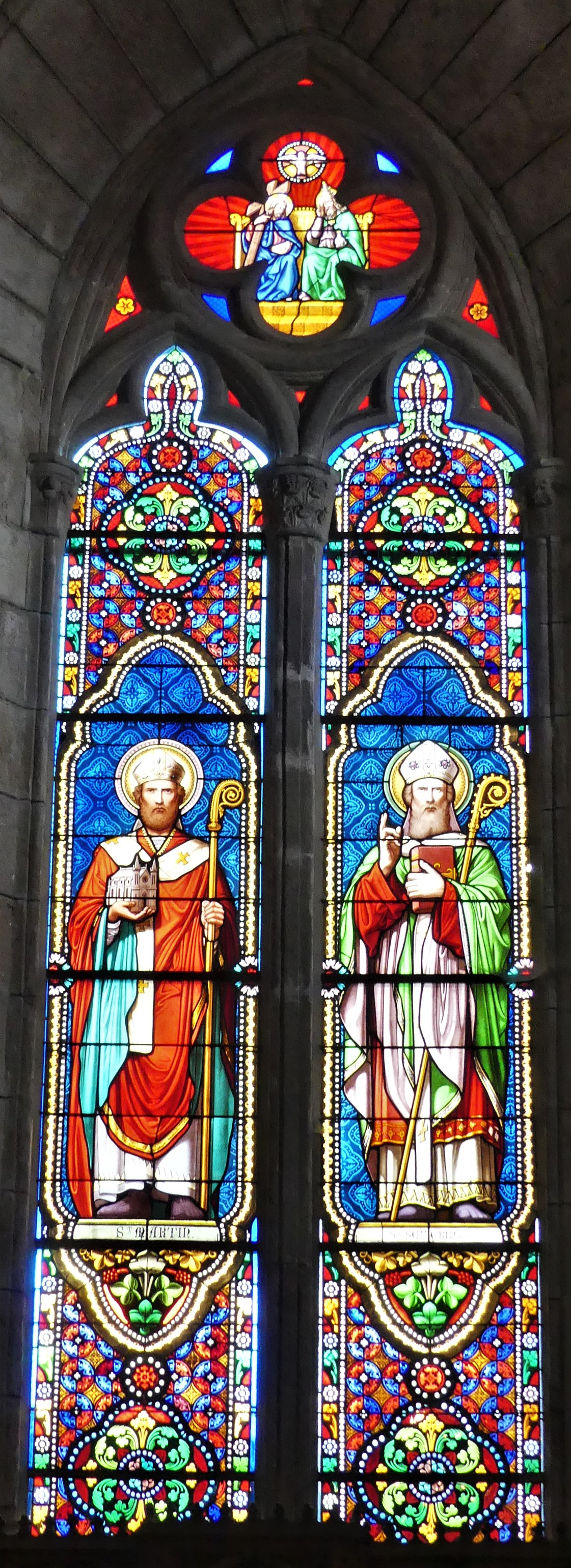
Vitrail du chœur.
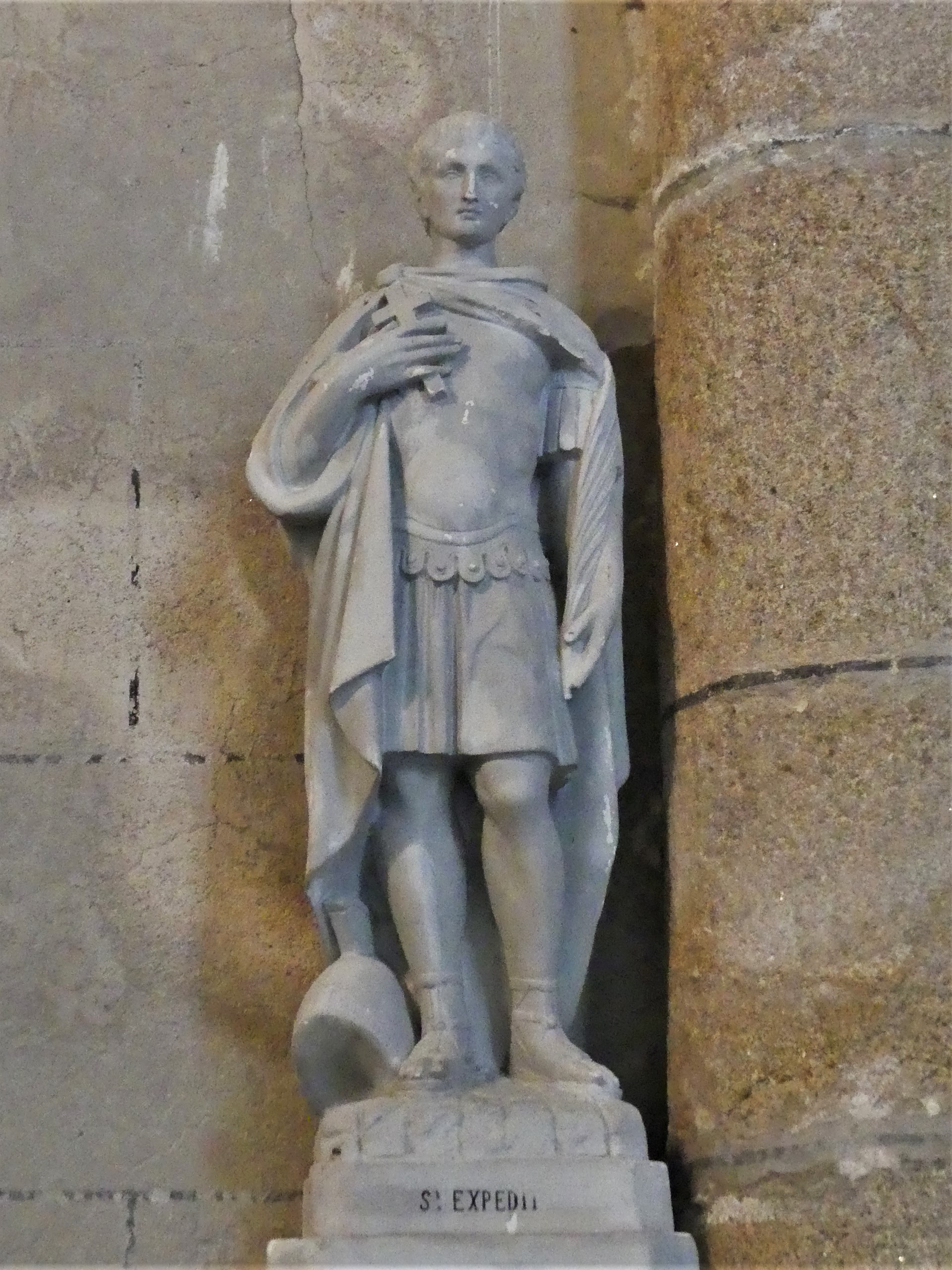
Statue de saint Expédit.
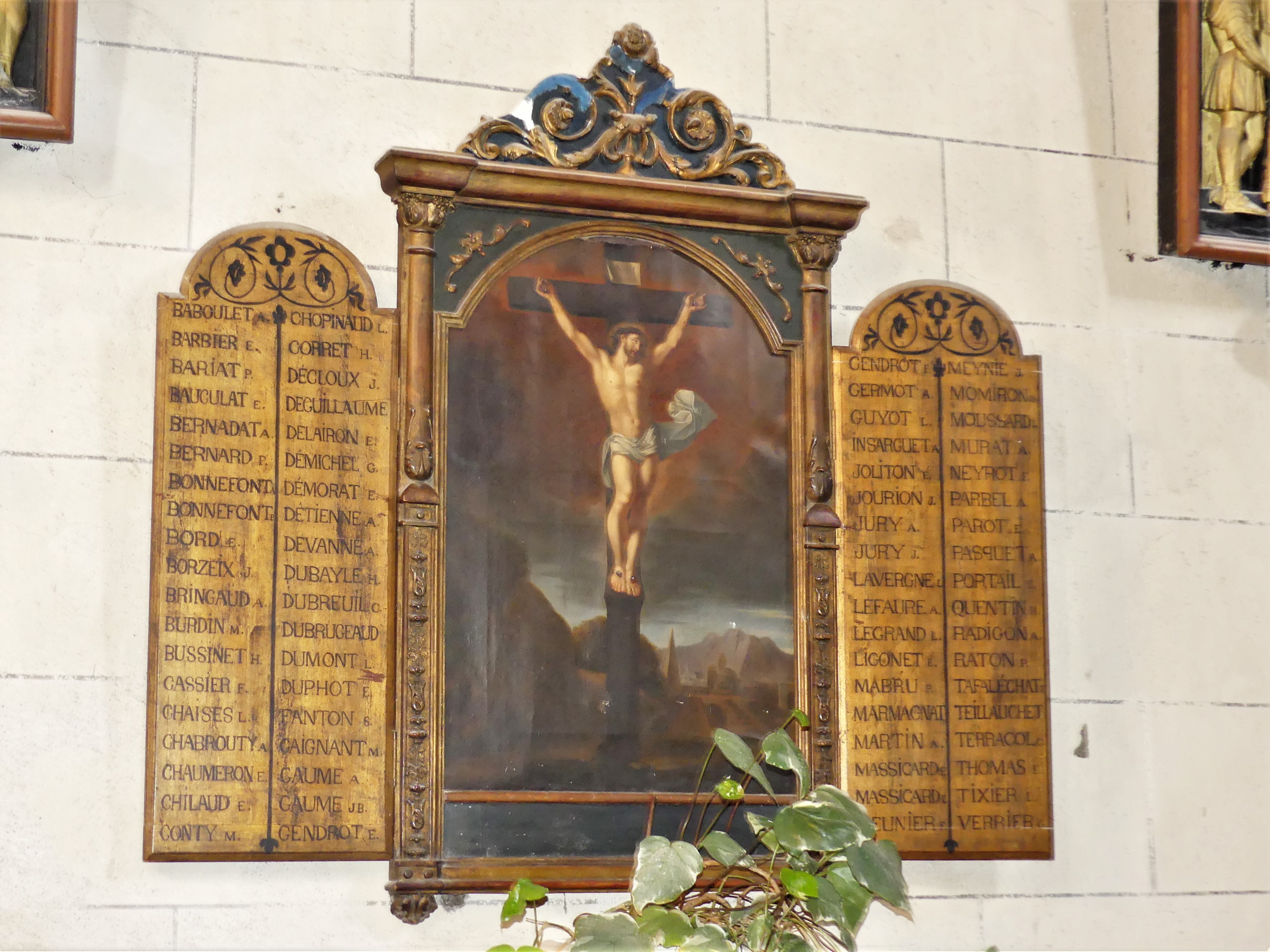
Mémorial.